# Ononis reclinata
Espèce
Classification phylogénétique
Synonymes
- Anonis reclinata (L.) Lam.[1]

Ononis reclinata, qui a pour nom commun Bugrane penchée, Bugrane à fleurs pendantes, est une espèce de plantes à fleurs de la famille des Fabaceae et du genre Ononis. C'est une plante herbacée trouvée en Europe, Asie et Afrique.

## Description
La bugrane penchée est une plante herbacée annuelle qui atteint une hauteur de 15 centimètres. Les parties aériennes de la plante sont douces et poilues. La tige est dressée ou décombante, simple ou ramifiée.
Les feuilles sont disposées en alternance sur la tige et se divisent en pétiole et limbe. Les limbes des feuilles sont généralement pennés par trois, seuls les limbes supérieurs sont indivis. Les folioles sont obovales à triangulaires avec une longueur allant jusqu'à 20 mm et une largeur allant jusqu'à 12 mm. Ils ne sont perforés que dans la moitié avant, arrondie ou tronquée. Les stipules sont ovales à bout pointu, dentées et plus courtes que le pétiole.
La période de floraison s'étend d'avril à juillet sur la péninsule ibérique. Les fleurs petites et inclinées sont généralement solitaires à l'aisselle des feuilles. La tige de la feuille mesure de 6 à 9 mm de long.
La fleur hermaphrodite est zygomorphe et quintuple avec un double périanthe. Les cinq sépales ne sont fusionnés qu'à leur base. Les cinq lobes du calice sont linéaires avec une longueur de 3 à 8 mm. Le calice est aussi long ou plus long que la corolle. La corolle blanc-rose à pourpre a la forme typique d'une fleur de papillon. Le drapeau mesure 7 à 10 mm de long et est épineux.
La légumineuse brun clair à poils glanduleux à calice constant est cylindrique d'une longueur de 9 à 12 mm et contient quelques graines. Les graines brunes, rugueuses et verruqueuses sont en forme de rein et mesurent environ 1 mm de long.
Le nombre de chromosomes est 2n = 30 ou 60.

## Répartition
Ononis reclinata est répandu en Europe, en Afrique du Nord, aux îles Canaries, en Éthiopie, au Proche-Orient jusqu'à l'Iran et dans la péninsule arabique. En Europe, elle habite le littoral de la région méditerranéenne et de l'atlantique.
Elle  prospère souvent sur les côtes sur des sites secs et rocheux, sur du sable ou des éboulis. Sur la péninsule ibérique, elle s'élève jusqu'à une altitude de 1 000 mètres.

## Parasitologie
La feuille a pour parasites Gampsocoris punctipes, Phytomyza horticola, Therioaphis obscura (sv), l'oïdium du pois.